# Walls (Louis Tomlinson)
Walls è il primo album da solista del cantante e cantautore britannico Louis Tomlinson pubblicato il 31 gennaio 2020 dalla Columbia Records. Ha generato cinque singoli: "Two of Us", "Kill My Mind", "We Made It", "Don't Let It Break Your Heart", and "Walls". L'album è stato accolto con positive recensioni ed ha anche avuto un successo commerciale, vendendo 35 000 copie al momento della sua uscita e debuttato al numero 9 della classifica Billboard 200 degli Stati Uniti.

## Tracce
1. Kill My Mind – 3:40 (Louis Tomlinson, Sean Douglas, Jamie Hartman)
2. Don't Let It Break Your Heart – 3:24 (Louis Tomlinson, Stuart Crichton, Cole Citrenbaum, James Newman, Stephen Wrabel)
3. Two of Us – 3:37 (Louis Tomlinson, Bryn Christopher, Andrew Jackson, Duck Blackwell)
4. We Made It – 3:21 (Louis Tomlinson, Levi Lennox, Julian Bunetta, John Ryan II, Amish "ADP" Patel)
5. Too Young – 3:49 (Louis Tomlinson, Jim Lavigne, Danny Majic, John Mitchell, Justin Franks)
6. Walls – 3:50 (Louis Tomlinson, Jamie Hartman, Noel Gallagher, Dave Gibson, Jacob Manson)
7. Habit – 3:04 (Louis Tomlinson, Iain James, Wayne Hector, Steve Robson)
8. Always You – 3:08 (Louis Tomlinson, Matthew Burns, Jason Reeves, Ali Tamposi, Andrew Watt)
9. Fearless – 3:05 (Louis Tomlinson, Jamie Hartman, Ed Drewett, Yei Gonzalez)
10. Perfect Now – 3:07 (Louis Tomlinson, Jamie Scott, Johan Carlsson, Wayne Hector)
11. Defenceless – 3:44 (Louis Tomlinson, Sean Douglas, Joe Janiak)
12. Only the Brave – 1:44 (Louis Tomlinson, Andrew Jackson, Duck Blackwell)

Durata totale: 39:33

## Classifiche

### Classifiche settimanali
| Classifica (2020-22) | Posizione massima |
| -------------------- | ----------------- |
| Argentina            | 1                 |
| Australia            | 6                 |
| Austria              | 9                 |
| Belgio (Fiandre)     | 10                |
| Belgio (Vallonia)    | 27                |
| Canada               | 9                 |
| Croazia              | 10                |
| Estonia              | 24                |
| Finlandia            | 30                |
| Francia              | 48                |
| Germania             | 21                |
| Giappone             | 46                |
| Irlanda              | 15                |
| Islanda              | 9                 |
| Italia               | 12                |
| Lituania             | 36                |
| Messico              | 1                 |
| Nuova Zelanda        | 27                |
| Paesi Bassi          | 18                |
| Polonia              | 9                 |
| Portogallo           | 1                 |
| Regno Unito          | 4                 |
| Repubblica Ceca      | 34                |
| Slovacchia           | 76                |
| Spagna               | 4                 |
| Stati Uniti          | 9                 |
| Svezia               | 38                |
| Svizzera             | 12                |
| Ungheria             | 18                |

### Classifiche di fine anno
| Classifica (2020) | Posizione |
| ----------------- | --------- |
| Belgio (Fiandre)  | 180       |
| Portogallo        | 24        |
| Spagna            | 62        |
| Classifica (2021) | Posizione |
| Belgio (Fiandre)  | 199       |
| Spagna            | 50        |
| Classifica (2022) | Posizione |
| Belgio (Fiandre)  | 195       |
| Spagna            | 98        |